# Chikkamagaravalli, Chikmagalur
Chikkamagaravalli là một làng thuộc tehsil Chikmagalur, huyện Chikmagalur, bang Karnataka, Ấn Độ.